# باول رايت (ملحن)
باول رايت (بالإنجليزية: Paul Wright)‏ هو ملحن ومغن مؤلف أمريكي، ولد في 2 أغسطس 1979.

## وصلات خارجية
- الموقع الرسمي